# Machine Gun Kelly (chanteur)
Pour l’article homonyme, voir Machine Gun Kelly.
Colson Baker, dit Machine Gun Kelly, aussi connu sous le sigle MGK, est un chanteur et acteur américain, né le 22 avril 1990 à Houston, au Texas.
Son nom de scène est une référence à son flow rapide mais également au criminel Machine Gun Kelly. Il est devenu célèbre après avoir réalisé ses quatre premières mixtapes : Stamp of Approval (2006), Homecoming (2008), 100 Words and Running (2010), et Lace Up (2010). En 2011, il signe un contrat d'enregistrement avec Interscope et Bad Boy Records.
Il est également acteur, par exemple dans les films Nerve, Bird Box et The Dirt.

## Biographie

### Jeunesse et débuts (1990-2010)
Colson Baker est né le 22 avril 1990 à Houston au Texas. Colson est d'origine norvégienne par sa mère et d'origine allemande, anglaise et écossaise par son père. Ses parents étant missionnaires, il voyage autour du monde dès son plus jeune âge, résidant aussi bien en Égypte qu'en Allemagne ou que dans diverses villes des États-Unis comme Chicago, Los Angeles, Denver, ou Cleveland. Ayant vécu en Égypte jusqu'à quatre ans, il apprend l'arabe avant l'anglais. Il fréquente la Hamilton Middle School à Denver dans le Colorado, une fois installé aux États-Unis. C'est à cette époque qu'il commence à écouter du rap. Ses rappeurs préférés sont, alors, Ludacris et DMX. Il déménage à Cleveland dans l'Ohio à l'âge de 14 ans. Il fréquente la Shaker Heights High School où il obtient son diplôme en 2008.
En 2009, il se rend au Apollo Theater de New York pour s'y représenter et obtient plusieurs victoires. Il devient, ainsi, le premier rappeur blanc à remporter une victoire dans cette salle. Il enregistre déjà de la musique dans son studio dont il parle comme de la Cage de la Rage. Il apparaît pour la première fois à la télévision dans l'émission Sucker Free Freestyle de la chaîne MTV où il réalise un freestyle sur le single Chip Off The Block. En février 2010, il publie une mixtape intitulée 100 Words and Running. Il publie Lace Up, sa deuxième mixtape en novembre 2010.

### Contrats et premier album (2011-2012)
MGK figure dans le magazine XXL dès 2011. Il est ami avec Juicy J qui lui demande de rapper sur sa chanson Inhale. Il apparaît pour la première fois dans le show SXSW à Austin en mars 2011. P. Diddy le repère et depuis cette date il est massivement exposé sur la scène musicale. Il signe un contrat chez Bad Boy Records qui est associé à Interscope. Il participe peu de temps après à la chanson Finally Home de XV. En novembre, il publie un clip vidéo pour sa chanson Wild Boy en featuring avec Waka Flocka Flame. Au mois de décembre, Machine Gun Kelly apparaît dans 106 & Park, la célèbre émission de la chaîne BET. En février 2012, il annonce que son premier album très attendu, intitulé Half Nacked and Almost Famous sortirait le mois suivant.
Wild Boy, le premier single de son premier album en featuring avec Waka Flocka Flame débute au Billboard Hot 100 à la quatre-vingt-neuvième place. Sa chanson Invincible est utilisé dans une publicité pour le HTC ReZound et aussi pour promouvoir la WrestleMania XXVIII et le WWE lors du combat de John Cena avec The Rock. C'est aussi le thème du Thursday  Night Football sur NFL. La chanson est mise sur ITunes en tant que deuxième single de l'album. Le 14 décembre 2011, MGK est élu « Hottest Breakthrough MC » (littéralement « plus grande ascension d'un rappeur ») par MTV.
En 2012, il apparaît sur la couverture du magazine XXL car il fait partie du Top 10 Freshmen list avec Macklemore, French Montana, Hopsin, Danny Brown, Iggy Azalea, Roscoe Dash, Future, Don Trip and Kid Ink. En août, il réalise une nouvelle mixtape appelée EST 4 Life et contenant des titres anciens et récents. En mars, il remporte le MTVu Breaking Woodie Award. Son premier album, Lace Up, est finalement réalisé en octobre 2012. Il contient des featurings avec Bun B, Cassie, DMX, Dubo, Ester Dean, Lil Jon, Tech N9ne, Twista, Waka Flocka Flame, Young Jeezy et Avenged Sevenfold entre autres. L'album se positionne en quatrième position du Billboard 200 et s'écoule à 57 000 exemplaires la première semaine. Il dégringole à la vingt-deuxième place du classement la deuxième semaine avec un total de 65 000 copies en deux semaines. En janvier 2013, l'album compte 128 000 exemplaires vendus.

### Black Flag et deuxième album (2013–2016)
Le 28 janvier 2013, MGK annonce qu'il publie une nouvelle mixtape. Le premier single de celle-ci s'intitule Peso en featuring avec  Pusha T et Meek Mill. MGK déclare par la suite que Wiz Khalifa ferait partie de la mixtape. Il dévoile le nom de sa mixtape appelée  Black Flag, sans plus de détails. À sa sortie, la mixtape contient des featurings avec Wiz Khalifa, French Montana, Kellin Quinn, Dub-O, Sean McGee et Tezo. Il commence à travailler sur son deuxième album studio et confirme qu'il est en enregistrement studio, le 22 janvier 2014. En novembre 2014, sous le nom fictif de Kid Culprit, ou son vrai nom, Colson Baker, il participe à la bande son originale du film Beyond the Lights de Gina Prince-Bythewood en collaborant avec les artistes Terius Nash et NONI pour le morceau Masterpiece.
Entretemps, il eut le temps de sortir une mini mixtape intitulée Fuck It! durant l'été 2015.
MGK prépare une grande tournée à travers les États-Unis ainsi qu'en Europe, la dernière date de sa tournée est en France, à Paris.
La société Ubisoft utilise sa chanson Invincible chantée avec la compagnie d'Ester Dean pour la playlist musicale du jeu Watch Dogs.
La chanson Invincible est utilisée comme thème d'entrée pour WrestleMania XXVIII. Le 15 juin 2015, il apparaît au show de catch de la World Wrestling Entertainment (WWE) où il se fait attaquer (scénaristiquement) par le catcheur Kevin Owens. Le 16 octobre 2015, il publie son deuxième album intitulé General Admission comprenant le premier single Till I Die.

### Bloomet notoriété (2017)
Le 12 mai 2017, il publie son troisième album intitulé Bloom. De nombreuses collaborations y sont, notamment sur les trois singles de l'album avec Bad Things, en featuring avec Camila Cabello sortie le 13 octobre 2016, At My Best en featuring avec Hailee Steinfeld sortie le 16 mars 2017, et Trap Paris en collaboration avec les rappeurs Ty Dolla Sign et Quavo, sortie le 13 avril 2017.
Le 3 septembre 2018, il publie la diss song Rap Devil ; c'est la suite de nombreuses attaques contre Eminem, qui avait fini par lui répondre dans son album Kamikaze. La chanson atteint 107 millions de vues sur YouTube en vingt jours, et offre à MGK une grande visibilité. Eminem lui répondra avec le son Killshot le 14 septembre 2018

### Binge(2018)
À la suite du succès et de la visibilité créée grâce à la réponse d'Eminem, MGK publie l'EP "Binge" contenant le Diss song "Rap Devil" et aussi le son "Loco". L'extenxed-Play du rappeur s'écoulera à 21 519 ventes la première semaine et commença à la 54e place du Billboard 200, pour chuter à la 111e place la semaine suivante.

### Hotel Diabloet pop punk (2019)
En avril 2019, Billboard annonce que le prochain album de MGK serait intitulé Hotel Diablo. Le premier single, "Hollywood Whore", sort le 17 mai 2019. Le deuxième single, "El Diablo", sort le 31 mai 2019. Le 7 juin 2019, MGK sort le troisième single, "I Think I'm Okay", avec Yungblud et Travis Barker. L'album Hotel Diablo sort le 5 juillet 2019.
Le 9 juillet 2019, le clip officiel de "Candy" avec Trippie Redd est mis en ligne.
Il sort son dernier single, "Glass House" avec Naomi Wild le même jour. L'album fait ses débuts à la cinquième place du palmarès Billboard 200, devenant son quatrième album à être classé dans le Top 10 du magazine.

### Tickets to My Downfall(2020)
En décembre 2019, MGK commence à annoncer un projet à venir avec Travis Barker, il révèle ensuite que l'album serait du genre pop punk. Le 14 janvier 2020, MGK annonce le titre du projet : Tickets to My Downfall, dont la sortie est prévue plus tard dans l'année. L'album sortira finalement le 25 septembre 2020. Dans cet album, MGK collabore avec des artistes comme Halsey, Trippie Redd, Blackbear ou encore Iann Dior. Une version deluxe de l'album, Tickets To My Downfall ''Sold Out", est disponible le 29 septembre 2020, dans laquelle figure le chanteur britannique Yungblud ainsi que Bert McCracken du groupe de rock américain The Used.
Se classant à la première place du Billboard 200, il s'agit du premier album de MGK avec un tel succès.

### Mainstream Sellout(2022)
Le 9 août 2021, MGK poste une vidéo sur Instagram avec Travis Barker où l'on peut voir tatoué sur leurs bras ''Born With Horns'' avec comme légende " "born with horns" the album. we're back for round two". 
Deux jours plus tard sort le titre Papercuts dont le clip a été réalisé par Cole Bennett.
Le 31 janvier 2022, dans une vidéo Instagram en compagnie de Travis Barker, MGK annonce avoir changé le nom de l'album initialement intitulé Born With Horns en Mainstream Sellout. Il annonce quelques jours plus tard que l'album sortira le 25 mars 2022.
Le 4 février 2022, MGK dévoile un premier single, emo girl, en duo avec la chanteuse américaine Willow, à la suite duquel il enchaîne avec deux singles sortis à moins de deux semaines d'intervalle : ay! en avec le rappeur américain Lil Wayne sorti le 4 mars 2022 ainsi que maybe en featuring avec Bring Me The Horizon sorti le 16 mars 2022.
L'album se classe dès sa sortie en première position du Billboard 200, les critiques étant toutefois mitigées. 

## Vie privée
Le 24 juillet 2009, à 19 ans, il devient papa d'une fille prénommée Casie Colson Baker, c'est pour lui offrir une nouvelle maison qu'il a décidé de gagner de l'argent avec sa musique. 
MGK a, pendant deux ans, souffert d’une addiction à l'héroïne, l'ayant rendu SDF en 2010. Assez explicite sur sa consommation de drogues, plusieurs de ses chansons évoquent son addiction aux drogues dures. En août 2024, il annonce être sobre depuis un an, depuis un passage en cure de désintoxication.
Dans le documentaire "Life in Pink" lui étant consacré, il révèlera avoir fait une tentative de suicide en 2020, après être devenu paranoïaque à cause de la mort récente de son père et de sa consommation de drogues.
En 2013, Machine Gun Kelly entretient une liaison avec l'actrice porno Rachel Starr, puis en 2015, il fréquente, durant quelques mois, Amber Rose. En 2017, il fréquente brièvement la chanteuse Halsey. Durant l'été 2019, il a une aventure avec la DJ américaine Chantel Jeffries, ainsi qu'avec la mannequin Sommer Ray, entre février et avril 2020.
En juin 2020, après plusieurs semaines de rumeurs, il a officialisé son couple avec l'actrice américaine, Megan Fox. Ils se fiancent le 11 janvier 2022. Malgré l'annulation de leurs fiançailles début 2023, les deux restent tout de même en couple, bien que moins publics à propos de leur relation. Le 11 novembre 2024, Megan annonce sa grossesse sur Instagram.
Séparés, Megan Fox et Colson Baker accueillent leur petite fille le 27 mars 2025.

## Discographie

### Albums studio
- 2012 : Lace Up
- 2015 : General Admission
- 2017 : Bloom
- 2019 : Hotel Diablo
- 2020 : Tickets to My Downfall
- 2022 : Mainstream Sellout
- 2025 : Lost Americana

### EP
- 2012 : Half Naked and Almost Famous

### Mixtapes
- 2007 : Stamp of Approval
- 2008 : Homecoming
- 2010 : 100 Words and Running
- 2010 : Lace Up
- 2011 : Rage Pack
- 2012 : EST 4 Life (avec Dub-O)
- 2013 : Black Flag
- 2015 : Fuck It!
- 2018 : BINGE

### Singles
- 2010 : Alice in Wonderland
- 2011 : Wild Boy (featuring Waka Flocka Flame)
- 2011 : Invincible (featuring Ester Dean)
- 2012 : Hold On (Shut Up) (featuring Young Jeezy)
- 2014 : Sail
- 2014 : No Miracles (featuring Kid Ink and Elle Varner)
- 2014 : Mind Of A Stoner (featuring Wiz Khalifa)
- 2014 : Raise the Flag
- 2015 : Till I Die
- 2015 : Against The World
- 2015 : A Little More (featuring Victoria Monet)
- 2015 : Almost
- 2015 : Blue Skies
- 2016 : Young Man
- 2016 : Bad Things (featuring Camila Cabello)
- 2017 : At My Best (featuring Hailee Steinfeld)
- 2017 : No More Sad Songs (featuring Little Mix)
- 2017 : Trap Paris (featuring Quavo & Ty Dolla $ign)
- 2017 : Numb
- 2018 : LOCO
- 2018 : Rap Devil
- 2019 : Sorry Mama
- 2019 : Why Are You Here
- 2019 : Bullets With Names (featuring Young Thug, RJMrLA & Lil Duke)
- 2020 : Misery Business (Paramore cover)
- 2020 : Bloody Valentine
- 2020 : Concert For Aliens
- 2020 : My Ex's Best Friend (featuring blackbear)
- 2021 : DAYWALKER! (featuring CORPSE)
- 2021 : Love Race (featuring Kellin Quinn)
- 2021 : Papercuts
- 2022 : Emo Girl (featuring WILLOW)
- 2022 : Ay! (featuring Lil Wayne)
- 2022 : Maybe (featuring Bring Me The Horizon)
- 2025: Cliché
- 2025 : vampire diaries
- 2025: Miss Sunshine
- 2025: Outlaw Overture

### Featurings
- 2011 : Inhale (avec Juicy J)
- 2011 : Invincible (avec Ester Dean)
- 2012 : I Don't Dance (avec DMX)
- 2012 : Wild Boy (avec Waka Flocka Flame)
- 2012 : Runnin (avec Planet VI)
- 2012 : Lace Up (avec Lil Jon)
- 2013 : Save Me (avec M. Shadows et Synyster Gates)
- 2013 : Mind of a Stoner (avec Wiz Khalifa)
- 2013 : Swing Life Away (avec Kelinn Quinn)
- 2013 : Hell and Black (avec Kid Ink)
- 2013 : 50 (avec French Montana)
- 2013 : Hold On (avec Young Jeezy)
- 2014 : Free the Madness (avec Steve Aoki)
- 2015 : Spotlight (avec Lzzy Hale)
- 2015 : A Little le More (avec Victoria Monet)
- 2016 : Cash Rules (avec Kevin Gates)
- 2016 : Bad Things (avec Camila Cabello)
- 2016 : Young Man (avec Chief Keef)
- 2016 : Bad Motherfucker (avec Kid Rock)
- 2017 : At My Best (avec Hailee Steinfeld)
- 2017 : Gang (avec Doe Boy)
- 2017 : Trap Paris (avec Quavo et Ty Dolla Sign)
- 2017 : Go for Broke (avec James Arthur)
- 2017: Numb (avec G-Eazy)
- 2017: Ocho Cinco (avec French Montana, Sean Combs, Red Café et King Los)
- 2017 : Home (avec X Ambassadors et Bebe Rexha)
- 2018 : Too Good To Be True (avec Danny Avila et The Vamps)
- 2018 : Lift Off (avec Mike Shinoda et Chino Moreno) sur l’album Post-Traumatic)
- 2019 : I Think I’m Okay (avec Yungblud)
- 2020 : Forget Me Too (avec Halsey)
- 2020 : All I Know (avec Trippie Redd)
- 2020 :  My Ex's Best Friend (avec blackbear)
- 2020 : Nothing Inside (avec iann dior)
- 2020 : Body Bag (avec Yungblud et Bert McCracken)
- 2021 : Love Race (avec Kellin Quinn)
- 2021 : Wanna Be (avec Jxdn)
- 2022 : Emo Girl (avec WILLOW)
- 2022 : Bois Lies ( avec Avril Lavigne)
- 2024 : Lonely Road (avec Jelly Roll)
- 2024 : Time of Day (avec Jelly Roll)

## Filmographie
Sauf indication contraire, les informations mentionnées dans cette section peuvent être confirmées par la base de données cinématographiques IMDb,  présente dans la section « Liens externes ».

### Acteur
- 2014 : Beyond the Lights de Gina Prince-Bythewood : Kid Culprit
- 2015 : Punk's Dead : Crash
- 2016 : The Land : Slick
- 2016 : Roadies : Wes
- 2016 : Viral d'Ariel Schulman et Henry Joost : CJ
- 2016 : Nerve de Henry Joost et Ariel Schulman : Ty
- 2018 : Bird Box de Susanne Bier : Felix
- 2018 : Big Time Adolescence de Jason Orley : Nick
- 2019 : Captive State de Rupert Wyatt : Jurgis
- 2019 : The Dirt de Jeff Tremaine : Tommy Lee
- 2020 : The King of Staten Island  de Judd Apatow : le propriétaire du magasin de tatouages
- 2020 : Project Power d'Ariel Schulman et Henry Joost
- 2021 : La Proie (Midnight in the Switchgrass) de Randall Emmett : Calvin
- 2021 : The Last Son de Tim Sutton : Cal
- 2022 : Good Mourning de Mod Sun et lui-même : Lui-même
- 2022 : Taurus de Tim Sutton : Cole
- 2022 : One Way de Andrew Baird : Freddy Sullivan
- 2024 : Jackpot de Paul Feig : Lui-même

### Réalisateur
- 2022 : Good Mourning (en) (crédité Colson Baker) - coréalisé avec Mod Sun